# USS Foote (DD-511)
USS Foote (DD-511) là một tàu khu trục lớp Fletcher được Hải quân Hoa Kỳ chế tạo trong Chiến tranh Thế giới thứ hai. Nó là chiếc tàu chiến duy nhất của Hải quân Mỹ được đặt theo tên Chuẩn đô đốc Andrew Hull Foote (1806–1863), người tham gia cuộc Nội chiến Hoa Kỳ. Nó hoạt động cho đến hết Thế Chiến II, được cho ngừng hoạt động năm 1946 và bị bán để tháo dỡ năm 1974. Nó được tặng thưởng bốn Ngôi sao Chiến trận trong Thế Chiến II.

## Thiết kế và chế tạo
Foote được đặt lườn tại xưởng tàu của hãng Bath Iron Works Corp. ở Bath, Maine vào ngày 14 tháng 4 năm 1942. Nó được hạ thủy vào ngày 11 tháng 10 năm 1942; được đỡ đầu bởi bà J. C. Aspinwall, cháu nội Đô đốc Foote; và nhập biên chế vào ngày 22 tháng 12 năm 1942 dưới quyền chỉ huy của Hạm trưởng, Trung tá Hải quân Bernard L. Austin.

## Lịch sử hoạt động

### 1943
Sau khi hộ tống một đoàn tàu vận tải đi sang Casablanca, Bắc Phi từ ngày 1 tháng 4 đến ngày 9 tháng 5 năm 1943, Foote chuẩn bị để nhận nhiệm vụ tại Mặt trận Thái Bình Dương. Đi đến Nouméa, New Caledonia vào ngày 28 tháng 6, nó gia nhập Hải đội Khu trục 23, và trong ba tháng tiếp theo đã hộ tống các đoàn tàu vận tải đi lại giữa Nouméa, Guadalcanal, Efate, Espiritu Santo, Vella Lavella và Rendova. Từ ngày 27 đến ngày 29 tháng 9, nó săn đuổi các xà lan của Hải quân Nhật Bản triệt thoái binh lính khỏi Kolombangara, trong đêm cuối cùng đã tấn công một nhóm tàu, có thể đã đánh chìm hai chiếc trong số đó. Trong khi tàu khu trục McCalla phải sửa chữa trục trặc bánh lái, Foote đánh đuổi một máy bay đối phương đơn độc, rồi canh phòng cho McCalla và Patterson sau khi hai chiếc này va chạm nhau, cho đến khi một tàu kéo đi đến được hiện trường.
Đi đến Vella Lavella cùng một đoàn tàu đổ bộ LST hẹn gặp giữa biển vào ngày 1 tháng 10, Foote tham gia vào việc đánh trả các đợt không kích của đối phương trong ngày hôm đó, bắn rơi ít nhất một máy bay đối phương. Nó hộ tống những chiếc LST quay trở lại Guadalcanal, rồi tiếp tục làm nhiệm vụ hộ tống cho đến khi tham gia bảo vệ cho cuộc đổ bộ lên quần đảo Treasury vào ngày 26-27 tháng 10. Nó khởi hành từ vịnh Purvis vào ngày 31 tháng 10 để bắn phá đảo Buka và quần đảo Shortland, vô hiệu hóa các sân bay đối phương để ngăn chặn sự kháng cự bằng không quân cho cuộc đổ bộ lên Bougainville.
Được báo động về việc một lực lượng tàu nổi lớn đối phương đang di chuyển, Foote bắt gặp mục tiêu trên màn hình radar vào sáng sớm ngày 2 tháng 11, và trong Trận chiến vịnh Nữ hoàng Augusta diễn ra sau đó, nó bị bắn trúng một quả ngư lôi đối phương, làm nổ tung đuôi tàu. Các tàu chiến trong đội của nó đã tấn công bằng ngư lôi, giúp đánh chìm hai tàu chiến Nhật Bản và đẩy lui ý định tấn công vào tàu bè đổ bộ Đồng Minh ngoài khơi Bougainville. Với 19 người thiệt mạng và 17 người khác bị thương, thủy thủ đoàn của Foote vẫn giữ cho con tàu nổi được, cho dù cả hai động cơ ngừng hoạt động, mất kiểm soát bánh lái và sàn chính ngập nước phía đuôi tàu. Họ vẫn giữ cho các khẩu pháo hoạt động, đẩy lui ít nhất một đợt không kích nhắm vào tàu bè Hoa Kỳ sáng hôm sau. Nó được kéo đến vịnh Purvis vào ngày 4 tháng 11 để sửa chữa.

### 1944
Foote được chiếc Gulf Star kéo quay trở về San Pedro, California vào ngày 4 tháng 3 năm 1944, nơi nó được sửa chữa và hiện đại hóa. Từ ngày 6 tháng 8 đến ngày 24 tháng 10, nó phục vụ như tàu huấn luyện cho thủy thủ đoàn của các tàu khu trục mới, hoạt động từ San Francisco, California. Được lệnh tham gia tác chiến, nó vượt Thái Bình Dương để đi sang Kossol Roads, đến nơi vào ngày 13 tháng 11, nơi nó tham gia hộ tống một lực lượng tàu sân bay, bảo vệ trên không cho các đoàn tàu vận tải chuyển binh lính tăng viện từ đảo Manus đến Leyte. Nó được tiếp liệu tại Manus từ ngày 27 tháng 11 đến ngày 9 tháng 12 trước khi khởi hành đi Leyte, đến nơi vào ngày 13 tháng 12.
Foote ra khơi vào ngày 19 tháng 12 để bảo vệ một đoàn tàu vận tải đi Mindoro, vốn nhiều lần bị các máy bay cảm tử Kamikaze tấn công. Chiếc tàu khu trục đã bắn rơi ít nhất một máy bay tấn công, và cứu vớt những người sống sót từ hai tàu đổ bộ LST bị đánh trúng.

### 1945
Quay trở về Leyte vào ngày 24 tháng 12, Foote chuẩn bị cho cuộc đổ bộ lên vịnh Lingayen; nó lên đường hộ tống bảo vệ cho lực lượng tấn công đổ bộ vào ngày 4 tháng 1 năm 1945. Trước cuộc đổ bộ diễn ra vào ngày 9 tháng 1, nó chống trả nhiều đợt không kích của đối phương cũng như bắn phá các bãi đổ bộ. Sau một chuyến đi nhanh đến Leyte hộ tống một đoàn tàu tiếp liệu, nó lại làm nhiệm vụ bảo vệ và tuần tra trong vịnh Lingayen cho đến khi quay trở về Leyte vào ngày 31 tháng 3.
Foote tiến hành huấn luyện và hộ tống tại khu vực giữa Leyte, Manus và Morotai cho đến ngày 13 tháng 5, khi nó khởi hành tử Leyte để đi Okinawa, làm nhiệm vụ cột mốc canh phòng radar ngoài khơi hòn đảo này. Trong hàng loạt các cuộc không kích cảm tử mà nó phải chịu đựng, con tàu đã bắn rơi ít nhất một máy bay tấn công, chịu thiệt hại hai người bị thương do một cú đánh suýt trúng vào ngày 24 tháng 5. Nó tham gia cuộc đổ bộ lên Iheya Shima từ ngày 3 đến ngày 6 tháng 6, cũng như cuộc đổ bộ lên Aguni Shima vào ngày 9 tháng 6, tuần tra ngoài khơi Okinawa cho đến ngày 10 tháng 9, khi nó lên đường quay trở về vùng bờ Đông Hoa Kỳ.
Về đến New York vào ngày 17 tháng 10, Foote được cho xuất biên chế vào ngày 18 tháng 4 năm 1946. Tên nó được cho rút khỏi danh sách Đăng bạ Hải quân vào ngày 1 tháng 10 năm 1972, và con tàu bị bán để tháo dỡ vào ngày 2 tháng 1 năm 1974.

## Phần thưởng
Foote được tặng thưởng bốn Ngôi sao Chiến trận do thành tích phục vụ trong Thế Chiến II.